# Oliver Marach
Oliver Marach (* 16. července 1980 v Grazu, Rakousko) je rakouský profesionální tenista. Ve své kariéře vyhrál 23 turnajů ATP World Tour ve čtyřhře.

## Finále na Grandslamu

### Mužská čtyřhra: 3 (1–2)
| Stav      | rok  | turnaj          | povrch | spoluhráč  | soupeři ve finále                        | výsledek                       |
| --------- | ---- | --------------- | ------ | ---------- | ---------------------------------------- | ------------------------------ |
| Finalista | 2017 | Wimbledon       | tráva  | Mate Pavić | Łukasz Kubot Marcelo Melo                | 7–5, 5–7, 6–7(2–7), 6–3, 11–13 |
| Vítěz     | 2018 | Australian Open | tvrdý  | Mate Pavić | Juan Sebastián Cabal Robert Farah Maksúd | 6–4, 6–4                       |
| Finalista | 2018 | French Open     | antuka | Mate Pavić | Pierre-Hugues Herbert Nicolas Mahut      | 2–6, 6–7(4–7)                  |

## Finálové účasti na turnajích ATP World Tour (13)

### Čtyřhra - výhry (7)
| Legenda                                                       |
| ATP International Series Gold / ATP World Tour 500 Series (2) |
| ATP International Series / ATP World Tour 250 Series (5)      |

| Č. | Datum            | Turnaj             | Povrch    | Partner         | Soupeři ve finále                 | Výsledek          |
| 1. | 16. září 2007    | Bukurešť, Rumunsko | antuka    | Michal Mertiňák | Martín García Sebastián Prieto    | 7-6(2), 7-6(8)    |
| 2. | 1. březen 2008   | Acapulco, Mexiko   | antuka    | Michal Mertiňák | Agustín Calleri Luis Horna        | 6-2, 6-7(3), 10-7 |
| 3. | 12. duben 2009   | Casablanca, Maroko | antuka    | Łukasz Kubot    | Simon Aspelin Paul Hanley         | 7-6(4), 3-6, 10-6 |
| 4. | 10. květen 2009  | Bělehrad, Srbsko   | antuka    | Łukasz Kubot    | Johan Brunström Jean-Julien Rojer | 6-2, 7-6(3)       |
| 5. | 1. listopad 2009 | Vídeň, Rakousko    | tvrdý (h) | Łukasz Kubot    | Julian Knowle Jürgen Melzer       | 2-6, 6-4, 11-9    |
| 6. | 6. únor 2010     | Santiago, Chile    | antuka    | Łukasz Kubot    | Potito Starace Horacio Zeballos   | 6-4, 6-0          |
| 7. | 27. únor, 2010   | Acapulco, Mexiko   | antuka    | Łukasz Kubot    | Fabio Fognini Potito Starace      | 6-0, 6-0          |

### Čtyřhra - prohry (6)
| Legenda                                                       |
| ATP International Series Gold / ATP World Tour 500 Series (2) |
| ATP International Series / ATP World Tour 250 Series (4)      |

| Č. | Datum             | Turnaj                    | Povrch | Partner         | Vítězové                            | Výsledek          |
| 1. | 28. květen 2006   | Pörtschach, Rakousko      | antuka | Cyril Suk       | Paul Hanley Jim Thomas              | 6-3, 4-6, 10-5    |
| 2. | 16. červenec 2006 | Båstad, Švédsko           | antuka | Christopher Kas | Jonas Björkman Thomas Johansson     | 6-3, 4-6, 10-4    |
| 3. | 30. červenec 2006 | Kitzbühel, Rakousko       | antuka | Cyril Suk       | Philipp Kohlschreiber Stefan Koubek | 6-2, 6-3          |
| 4. | 28. duben 2007    | Casablanca, Maroko        | antuka | Łukasz Kubot    | Jordan Kerr David Škoch             | 7-6(4), 1-6, 10-4 |
| 5. | 28. únor 2009     | Acapulco, Mexiko          | antuka | Łukasz Kubot    | František Čermák Michal Mertiňák    | 4-6, 6-4, 10-7    |
| 6. | 14. únor 2010     | Costa do Sauípe, Brazílie | antuka | Łukasz Kubot    | Pablo Cuevas Marcel Granollers      | 7-5, 6-4          |

## Davisův pohár
Oliver Marach se zúčastnil 2 zápasů v Davisově poháru  za tým Rakouska s bilancí 3-0 ve dvouhře.

## Postavení na žebříčku ATP na konci sezóny

### Dvouhra
| Rok    | 1998 | 1999   | 2000   | 2001   | 2002   | 2003   | 2004   | 2005   | 2006   | 2007   | 2008   | 2009   |
| Pořadí | 840. | ▲ 411. | ▲ 348. | ▲ 194. | ▼ 329. | ▲ 261. | ▲ 198. | ▲ 133. | ▲ 111. | ▼ 147. | ▼ 480. | ▼ 657. |

### Čtyřhra
| Rok    | 1998 | 1999   | 2000   | 2001   | 2002   | 2003   | 2004   | 2005   | 2006  | 2007  | 2008  | 2009  |
| Pořadí | 798. | ▼ 826. | ▲ 261. | ▲ 253. | ▲ 163. | ▼ 453. | ▲ 206. | ▲ 160. | ▲ 40. | ▼ 48. | ▼ 76. | ▲ 13. |